# 鼓板
鼓板（板鼓、小鼓、單皮鼓、北鼓、梆子、通鼓、扁鼓）鼓板是由‌单皮鼓‌和‌檀板‌两种乐器组合而成的，主要用于戏曲乐队的伴奏和指挥。鼓板常用于昆剧、京剧、越剧等戏曲的伴奏。也用於器樂，如江南絲竹、潮州器樂、蘇南吹打、十番鑼鼓、山西八套等。
。单皮鼓是一种打击乐器，而檀板则是用来打拍子的拍板。这两种乐器通常由鼓师一人负责掌握，通过鼓板的节奏来指挥整个乐队。
鼓板(檀板)由3块板组成，为主要的节奏乐器之一。板鼓(单皮鼓)，为打击乐器。板鼓为形体矮小的单面鼓，鼓身用硬质木料制作。

## 越剧鼓板
鼓板为越剧的主奏乐器之一。在越剧中，鼓板原为伴奏性质的“的笃板”,后发展为越剧的指挥乐器。